# Équipe de Pologne masculine de kayak-polo
L'équipe de Pologne de kayak-polo est l'équipe masculine qui représente la Pologne dans les compétitions majeures de kayak-polo.
Elle est constituée par une sélection des meilleurs joueurs polonais.
À ce jour[Quand ?], elle n'a remporté aucun titre majeur ni s'est vraiment illustrée dans les grands rendez-vous mondiaux comme les championnats d'Europe ou les championnats du monde. Les équipes espoirs ont déjà remporté des médailles.

## Joueurs actuels
Sélection pour les Championnats du monde de kayak-polo 2012
| Numéro | Nom                  | Club           | Date de naissance |
| ------ | -------------------- | -------------- | ----------------- |
| 1      | Bartosz Okrasiński   |                |                   |
| 2      | Jakub Maslak         | MOSW Choszczno |                   |
| 3      | Daniel Jarmarkiewicz | MOSW Choszczno |                   |
| 4      | Grzegorz Turalski    | MOSW Choszczno |                   |
| 5      | Paweł Michalec       | UKS SET Kaniow |                   |
| 6      | Krzysztof Schiller   |                |                   |
| 7      | Michał Maluszczak    |                |                   |
| 8      | Mateusz Iwanowski    |                |                   |
| 9      | Łukasz Pilarz        | UKS SET Kaniow |                   |
| 10     | Cezary Salomonik     |                |                   |

## Palmarès
Parcours aux championnats d'Europe
- 1995 : NQ
- 1997 : 12e
- 1999 : 10e
- 2001 : 10e
- 2003 : 10e
- 2005 : NQ
- 2007 : 13e
- 2009 : 11e
- 2011 : 10e
- 2012 : 11e

Parcours aux championnats du Monde
- 1994 : NQ
- 1996 : NQ
- 1998 : 15e
- 2000 : NQ
- 2002 : 13e
- 2004 : NQ
- 2006 : NQ
- 2008 : NQ
- 2010 : 14e

NQ : Non Qualifiée